# Pumapunku
Pumapunku (Aymara en Quechua puma - poema, punku - poort) is een geheel door de mens gemaakt terrasvormig heuvelplatform met een verzonken hof en een monumentaal complex op de top. Pumapunku maakt deel uit van de Tiwanaku-site in West-Bolivia. Het complex zou van 536 n.Chr. dateren en het werk zijn van de precolumbiaanse Tiwanakucultuur (600-1000 n. Chr.) in West-Bolivia in het zuidelijke Titicacameer-basin.
Pumapunku zou met Akapana een tweeling vormen en de op een na belangrijkste constructie in Tiwanaku zijn. Er werden in Pumapunku verschillende miniatuurpoorten gevonden, die perfecte replica's zijn van poortgebouwen, die er ooit in het groot hebben gestaan. Daarbij waren ten minste vijf poortgebouwen (en verscheidene blinde miniatuurpoorten) in het monumentale complex van Pumapunku geïntegreerd.
Het basisplatform van Pumapunku droeg acht poortgebouwen van andesiet. Er zijn fragmenten van vijf poortgebouwen gevonden met dezelfde kenmerken als de Poort van de Zon. Mogelijk vormde de Poort van de Zon de hoofdingang tot Pumapunku.
Het Pumapunku-complex bestaat uit een westelijk hof zonder ommuring, een centrale esplanade, een terrasvormig heuvel platform en een ommuurd oostelijk hof.
Kennis van het complex is momenteel beperkt door de leeftijd, het ontbreken van geschreven bronnen en de huidige verwoeste staat van de structuren door schatzoekers, plunderaars, hergebruik van stenen en het weer.

## Beschrijving
Pumapunku is 167,4 m breed langs haar noord-zuidas en 116,7 m lang langs haar oost-westas. De oostelijke hoek is bezet door het Plataforma Lítica, een stenen terras van 6.8 bij 38.7 m. Dit terras is geplaveid met meerdere enorme stenen blokken. Het bevat het grootste steenblok (rood zandsteen) in de Pumapunku en Tiwanaku-site, 7,8 m lang, 5,2 m breed, gemiddeld 1,1 m dik en met een geschat gewicht van 311 ton. Naast de afmetingen zijn het gladde oppervlak van de zandsteenblokken opmerkelijk.
Het gebied werd in 2016 met een drone in kaart gebracht. Daaruit kwam naar voren dat de site zeventien hectare groot is, waarvan pas twee hectare zijn opgegraven. Er bevinden zich nog twee platforms onder de grond.

## Afbeeldingen

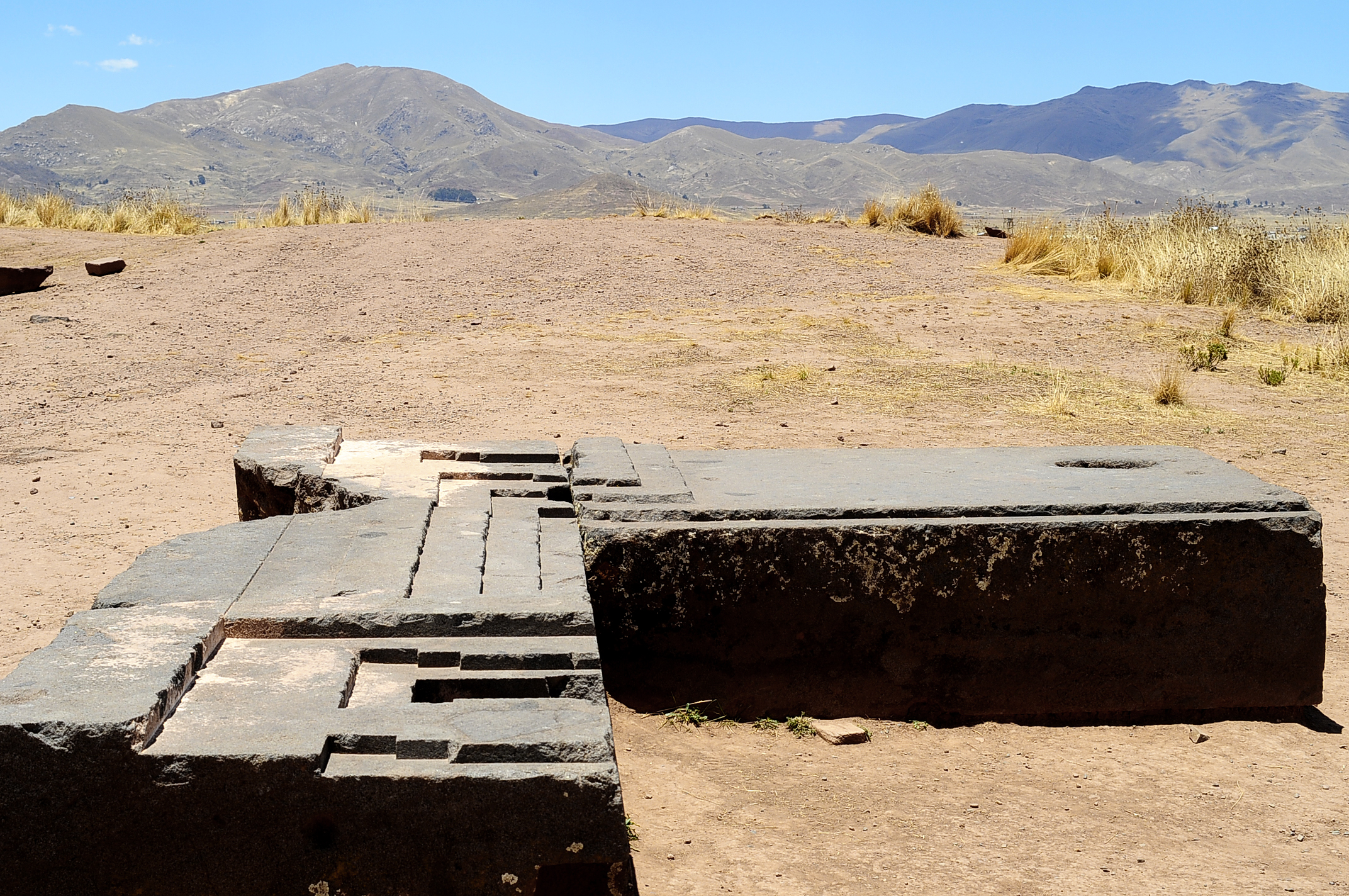
Fragment van een van de poorten van Pumapunku
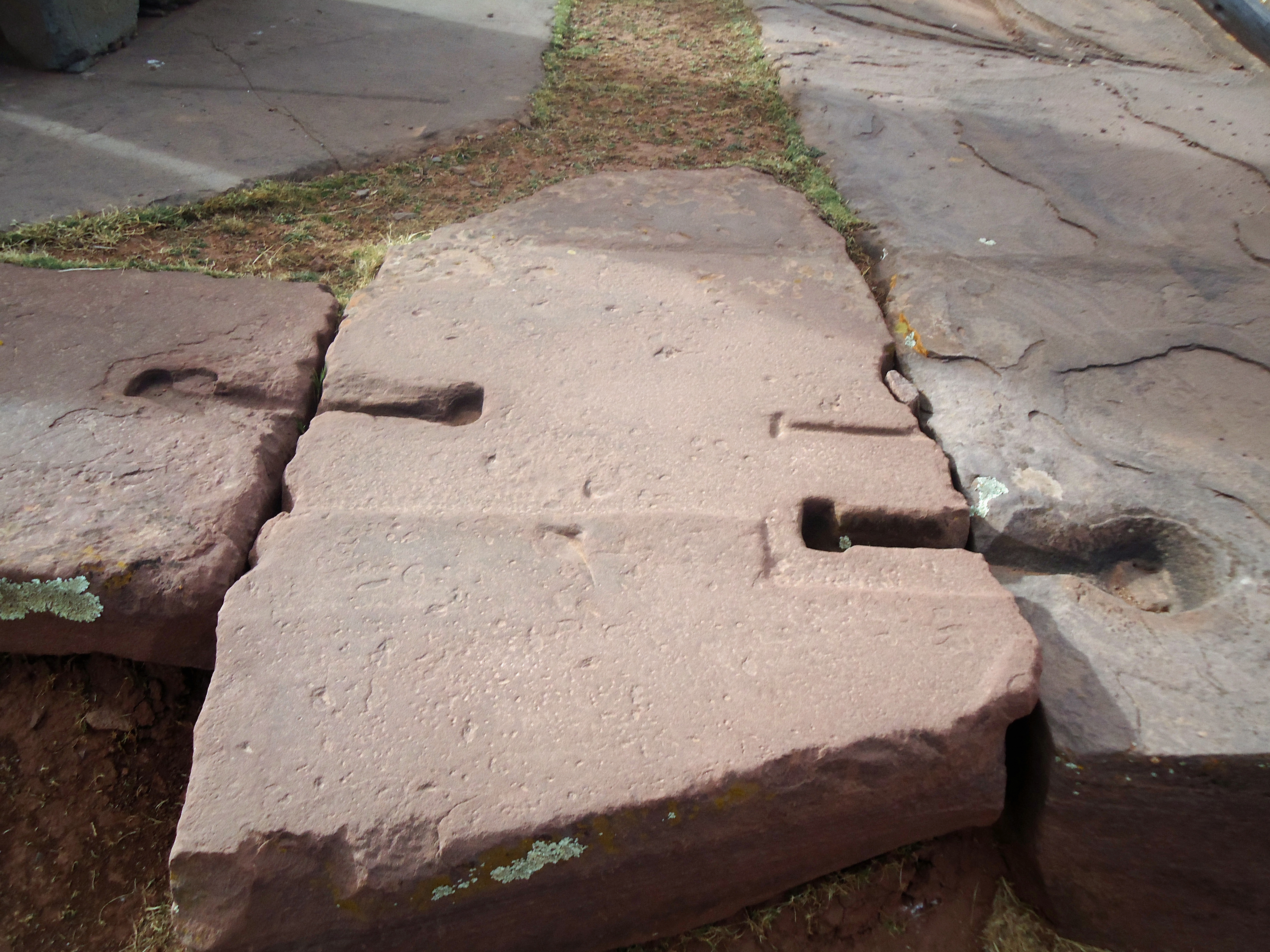
Demonstratie van hoe blokken steen werden verenigd
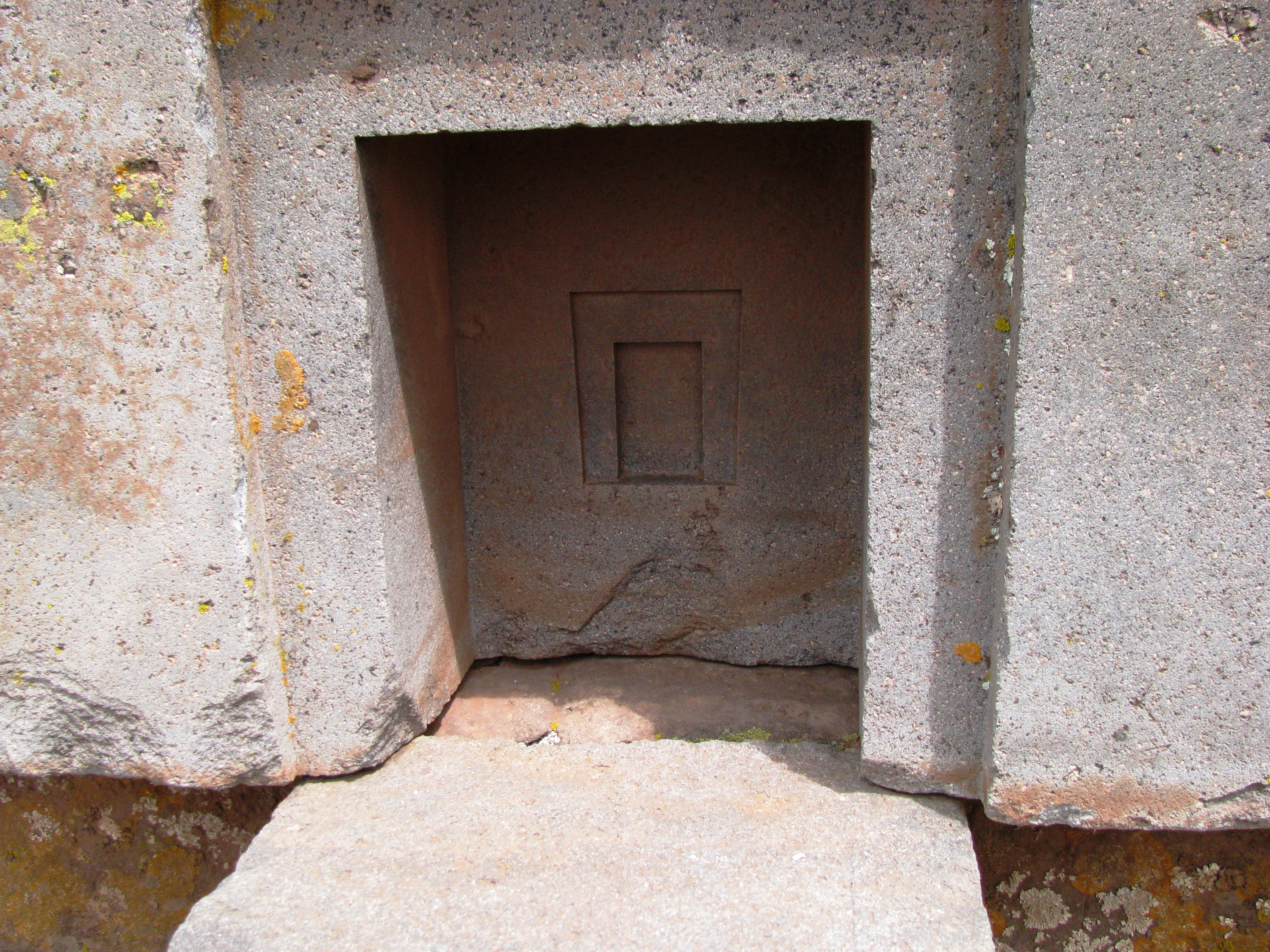
Geometrische structuur in een "H-blok"
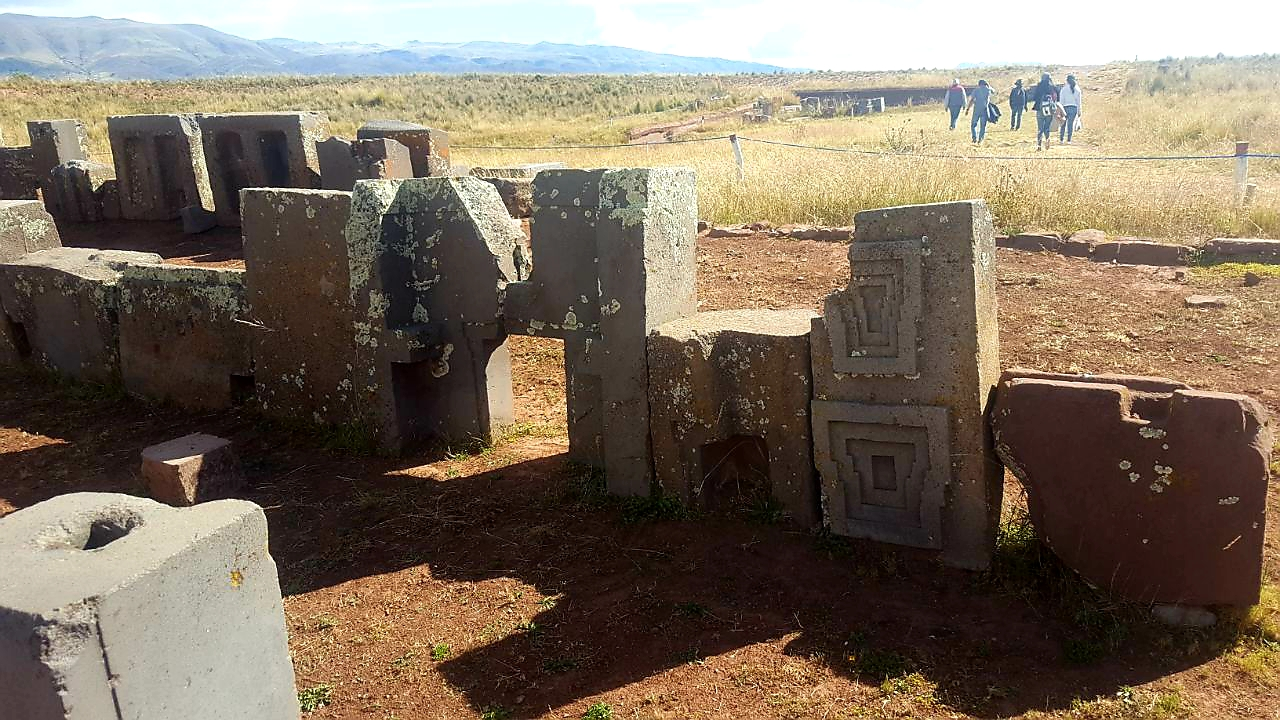
Stenen ornamenten
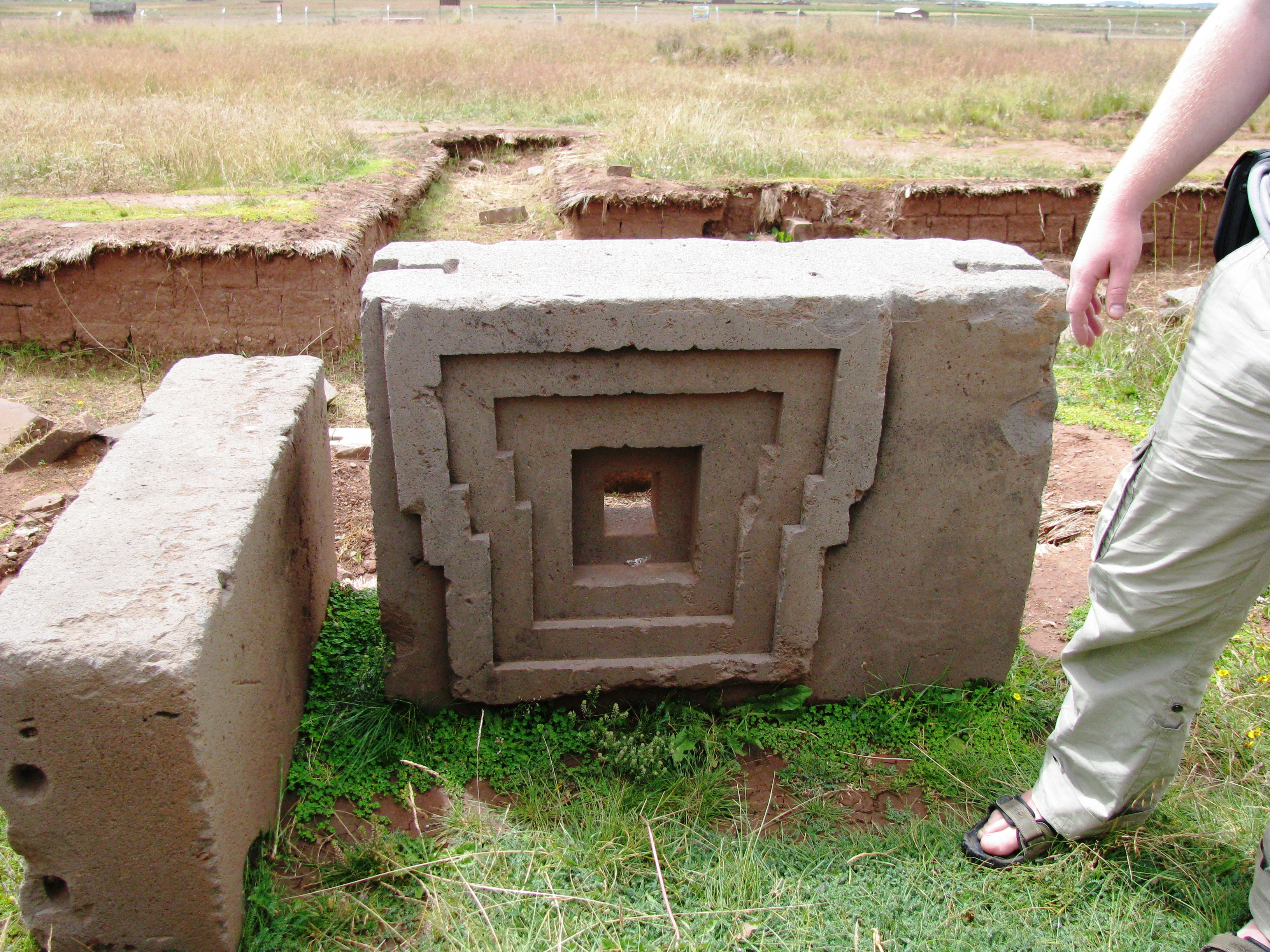
Stenen ornament
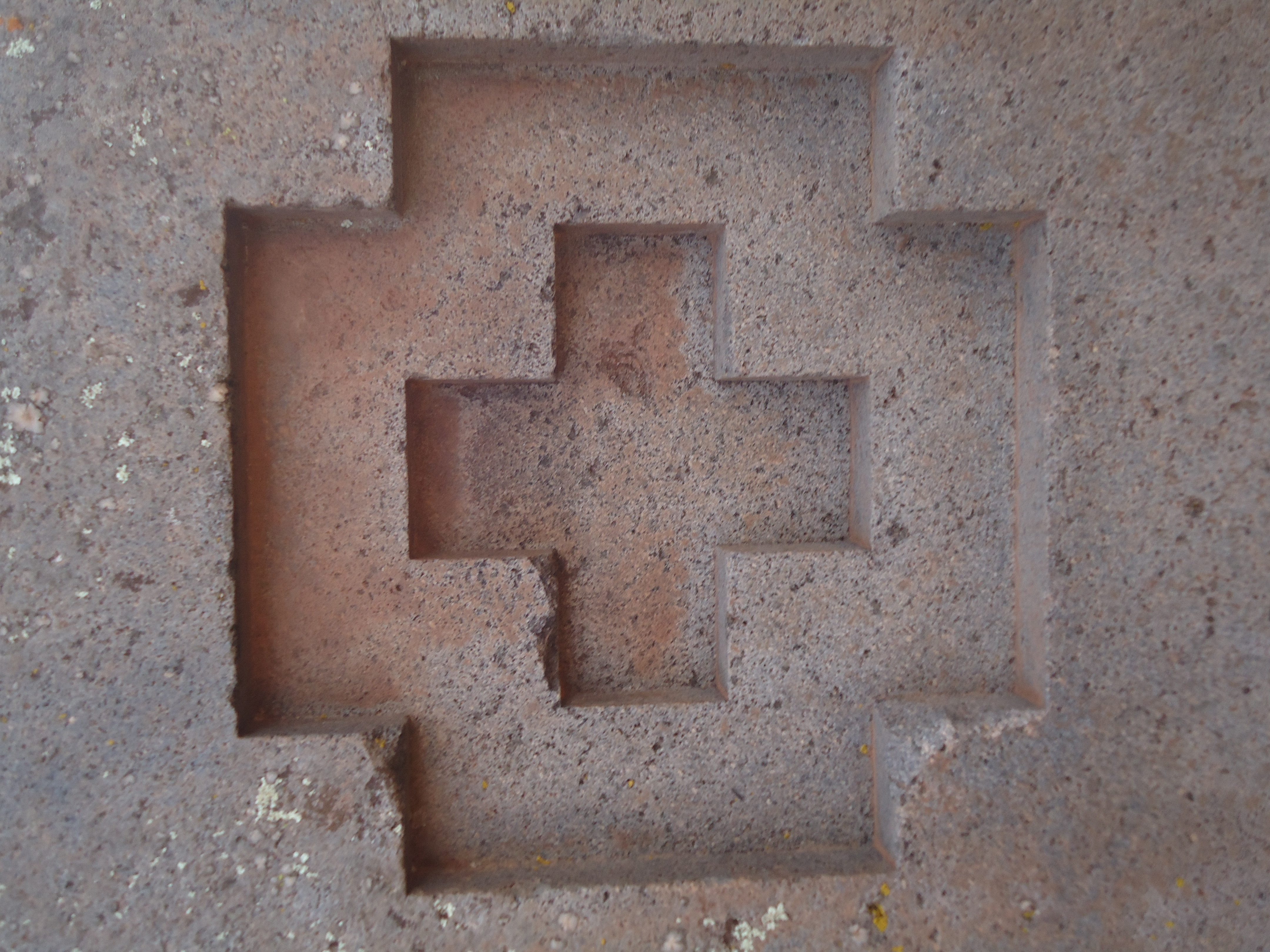
Detail van een van de blokken van andesiet
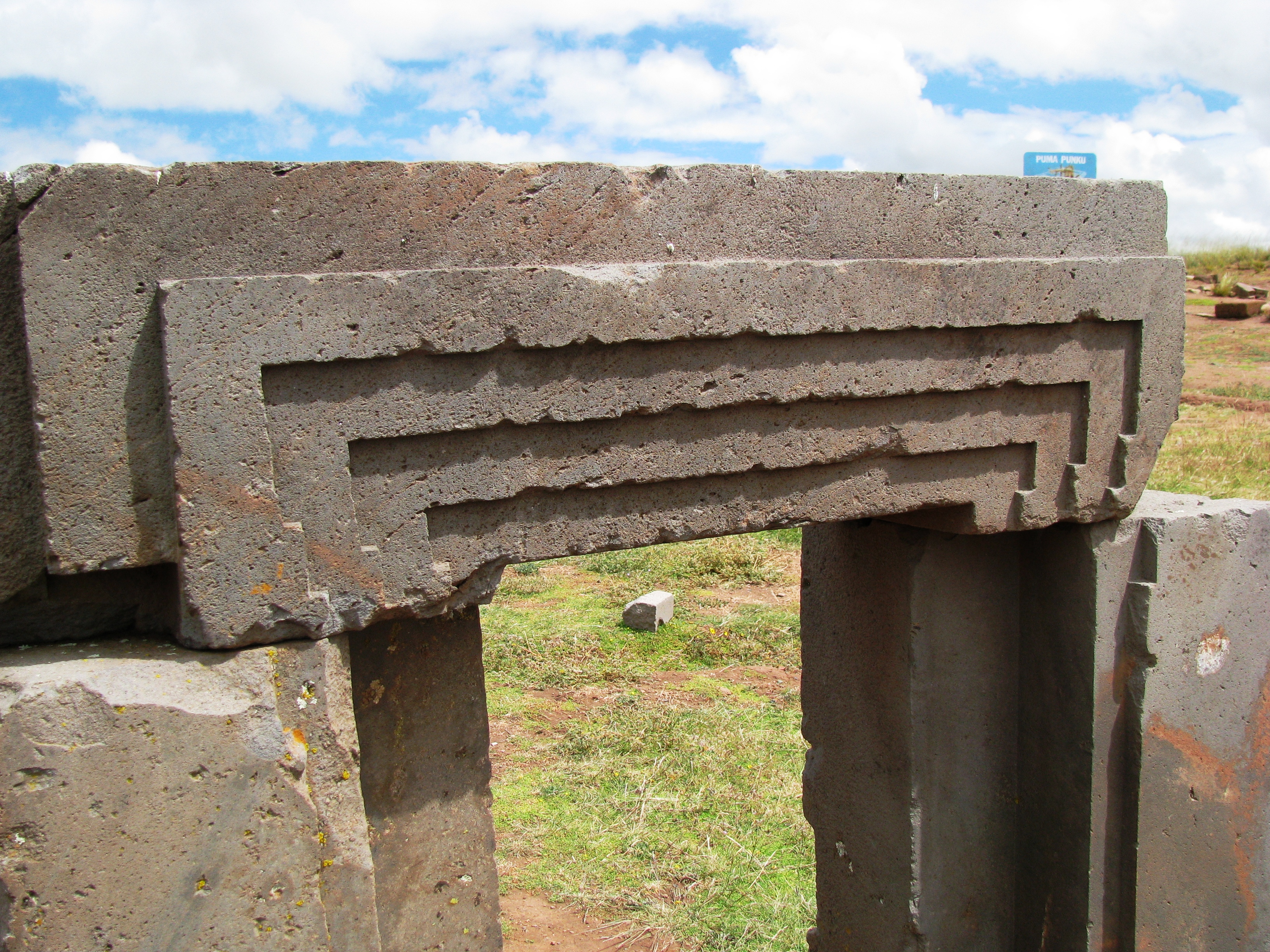
Kenmerkende structuren van de Pumapunku architectuurstijl
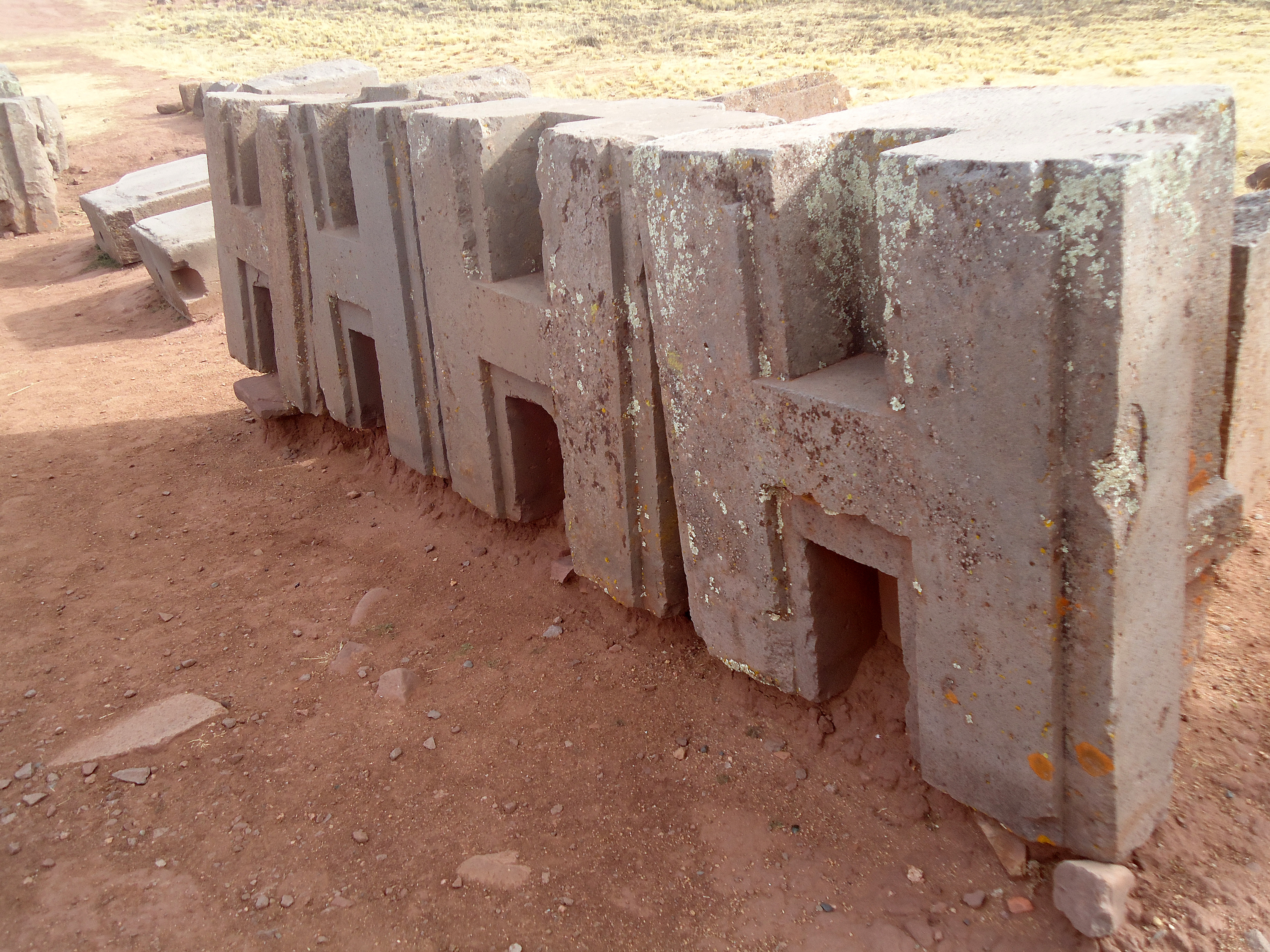
"H-blokken"